# Perfect Dark (Computerspiel)
Perfect Dark ist ein Ego-Shooter, der von Rare entwickelt und 2000 für Nintendo 64 veröffentlicht wurde. Es stellt das erste Spiel der Perfect-Dark-Serie dar. Zuvor hatte Rare 1997 GoldenEye 007 entwickelt und so stellt Perfect Dark einen spirituellen Nachfolger in einem alleinstehenden Serienuniversum dar.

## Veröffentlichungen
Das Original für den Nintendo 64 erschien nie in Deutschland, jedoch in Österreich und der Schweiz auch für den deutschsprachigen Markt. In Japan erschien eine geschnittene Version in der Bluteffekte entfernt wurden und getötete Feinde verschwinden.
Ein Remaster wurde 2010 unter dem gleichen Titel für Xbox veröffentlicht, nachdem Microsoft das Entwicklerstudio Rare und das Perfect Dark Franchise aufgekauft hatten. Hierfür wurden alle Texturen in höherer Auflösung überarbeitet.

## Handlung
Die Handlung spielt im Jahr 2023. Die Protagonistin ist Joanna Dark, Spezial-Agentin für das Carrington Institut. Ihr Auftrag lautet die Machenschaften der dubiosen dataDyne Corporation aufzuklären.

## Technik
Ohne Expansion Pak lief das Spiel lediglich in einem abgespeckten Mehrspielermodus. Für den Einzelspieler sowie einer Darstellung in 640×480 war die Speichererweiterung zwingend notwendig. Das Spiel bot dann einen 16:9-Modus sowie an- und abschaltbare Lichtquellen und Dolby-Surround-Klang. Hauptaugenmerk war der Mehrspielermodus. Eine Besonderheit war der Counter-Operative-Mode bei dem ein Spieler die Ziele der Einzelspielerkampagne erfüllen muss, während der zweite Spieler die Gegenpartei spielt und nach Ableben zum jeweils nächsten Gegner springt. Mit jedem Neustart eines Levels werden die Gesichter der Gegner zufallsgeneriert ausgetauscht.

## Entwicklung
Ursprünglich war geplant, ein Spiel zu dem James-Bond-Film Der Morgen stirbt nie zu entwickeln, jedoch sicherte sich Electronic Arts die Exklusivrechte. Das Genre Science-Fiction wurde gewählt, um möglichst starke kreative Freiheiten zu besitzen. Inspiriert von dem Film La Femme Nikita wurde ein weiblicher Hauptcharakter gewählt. Der Name Joanna Dark ist ein anglisiertes Wortspiel auf die historische Figur Jeanne d’Arc während Gillian Anderson in ihrer Rolle als Dana Scully in Akte X das visuelle Vorbild für die Hauptfigur darstellte. Weitere Einflüsse waren Ghost in the Shell und Blade Runner. Der Name Perfect Dark wurde durch einen Zufallsgenerator zusammengestellt, der zwei Wörter wahllos kombinierte.
Eine Funktion für den Mehrspielermodus war die sogenannte Perfect Face, die es erlaubte Gesichter mithilfe der Game Boy Camera aufzunehmen und auf Spielfiguren zu projizieren. Um eine erneute Kontroverse mit Gewalt in Computerspielen zu vermeiden, wurde die fertig entwickelte Funktion wieder entfernt. Zudem war vorgesehen, dass der Spieler Passwörter im Spiel findet und dann auf Websites eingeben kann, um weitere Inhalte zu erhalten. Aus Zeitgründen wurde die Marketingaktion ebenfalls gestrichen. In dem Spiel fehlen zudem jegliche Cheat Codes, da die Entwickler dies beim Kürzen zum Einsparen von Speicherplatz versehentlich mit entfernten.
Die Entwicklung des überwiegend sehr jungen Teams war durch massiven Crunch geprägt. Die Entwickler erhielten wie schon bei GoldenEye erhebliche Honorarzahlung basierend auf dem Verkaufserfolg als Kompensation.

## Rezeption
Nach den zahlreichen Verschiebungen und zum Ende des Produktzyklus der Nintendo 64 wurde für Video Games ein durch Umfang und Technik beeindruckendes Werk geschaffen. Lediglich aufgrund der expliziten Gewaltdarstellung wurde keine universelle Kaufempfehlung ausgesprochen. Kritisiert wurde die instabile Bildwiederholrate insbesondere, wenn viele Figuren gleichzeitig im Spielgeschehen oder offenes Gelände berechnet werden müssen.
Für den Nintendo 64 wurden 3,2 Millionen Exemplare verkauft.

### Auszeichnungen
- Game Critics Awards: Bestes Konsolenspiel 1999[15]
- BAFTA Game Award: Moving Images Award 2000[16]
- Satellite Award: Best Interactive Product 2001[17]